# Enja
Enja ist ein unabhängiges Plattenlabel für Modern Jazz.

## Geschichte
Enja wurde 1971 in München von Matthias Winckelmann und Horst Weber ins Leben gerufen. Weber und Winckelmann gründeten damals ihr Label mit geliehenem Geld und konnten damit Mal Waldron im Domicile aufnehmen und die Lizenzen nach Japan verkaufen. Zu den frühen Künstlern des Labels zählen auch Albert Mangelsdorff, Attila Zoller und der japanische Trompeter Terumasa Hino. Anfangs war eine Konzentration auf den neuen europäischen Jazz beabsichtigt (Enja steht für European New Jazz). Doch schon bald wurde sehr viel breiter produziert. Beispielsweise „entdeckten“ die Labelchefs John Scofield (der allerdings mit zunehmendem Erfolg zu einem größeren Label wechselte) und führten im Katalog schon bald weitere US-amerikanische Musiker wie Chet Baker, Freddie Hubbard, Dizzy Gillespie und Gene Ammons. Diese Aufnahmen wurden teilweise für Nordamerika in Lizenz durch Inner City Records bzw. Naxos veröffentlicht. Auch nahmen sie Archivmaterial hinzu, etwa von Eric Dolphy und von Charles Mingus. 
In den 1970er Jahren hatten sie Erfolge mit Chet Baker und Abdullah Ibrahim, in den 1980er Jahren besonders mit dem Oud-Spieler Rabih Abou-Khalil. 1986 entschieden die beiden Labelgründer, ihre Geschäfte zu trennen. Sie teilten den Katalog (der damals rund 350 Titel umfasste und zurzeit (2012) etwa 800) und gründeten zwei voneinander unabhängige Tochterlabel, die beide bis heute bestehen. In Winckelmanns Enja-Zweig erscheinen rund 15 Titel pro Jahr; er hat sich auch weiter in Richtung World Jazz geöffnet und um das Klassiklabel Marsyas und die Booking-Agentur Enja Booking erweitert. Horst Webers Zweig wurde von Werner Aldinger übernommen und um das Sublabel yellowbird erweitert. Mehrere Produktionen wurden mit dem Preis der deutschen Schallplattenkritik ausgezeichnet, so Alben von Jun Miyake, Elliott Sharp, Aki Takase, Paul Brody, Archie Shepp, Mal Waldron und Roman Bunka. Weiterhin wurde Alben aus dem Katalog der Echo Jazz verliehen, zuletzt Anna-Lena Schnabel für ihr Debütalbum Books, Bottles & Bamboo.